# 民主与建设出版社
民主与建设出版社是中华人民共和国的一家出版社，成立于1993年，社址位于北京市，由中国民主建国会中央委员会主管，中南出版传媒集团主办。